# Suzanna Elisabeth Kneppelhout
Suzanna Elisabeth (Suzanne) Kneppelhout (Doorn, 2 december 1889 – aldaar, 3 januari 1970) was een Nederlands kunstschilderes.

## Biografie
Kneppelhout, lid van de familie Kneppelhout, was een dochter van Cornelis Johannes Kneppelhout, heer van Sterkenburg (1856-1938), lid van de gemeenteraad van Doorn, en jkvr. Cornelia Schuurbeque Boeije (1857-1945), lid van de familie Schuurbeque Boeye; ze bleef ongehuwd. Ze volgde lessen aan de Byam School of Art te Londen en daarna van dr. H.P. Bremmer. Ze wordt gerekend tot de kunstenaarsgroep Bremmerianen. Ze schilderde vooral (bloem)stillevens en portretten. Ze was lid van de Vereeniging van Beeldende Kunstenaars Laren-Blaricum en van kunstenaarsvereniging Sint Lucas in Amsterdam.